# Biserica romano-catolică „Sfinții Apostoli Petru și Pavel” din Dumbrăveni
Biserica romano-catolică „Sfinții Apostoli Petru și Pavel” din Dumbrăveni este un monument istoric aflat pe teritoriul orașului Dumbrăveni. În Repertoriul Arheologic Național, monumentul apare cu codul 143815.04.01.

## Galerie

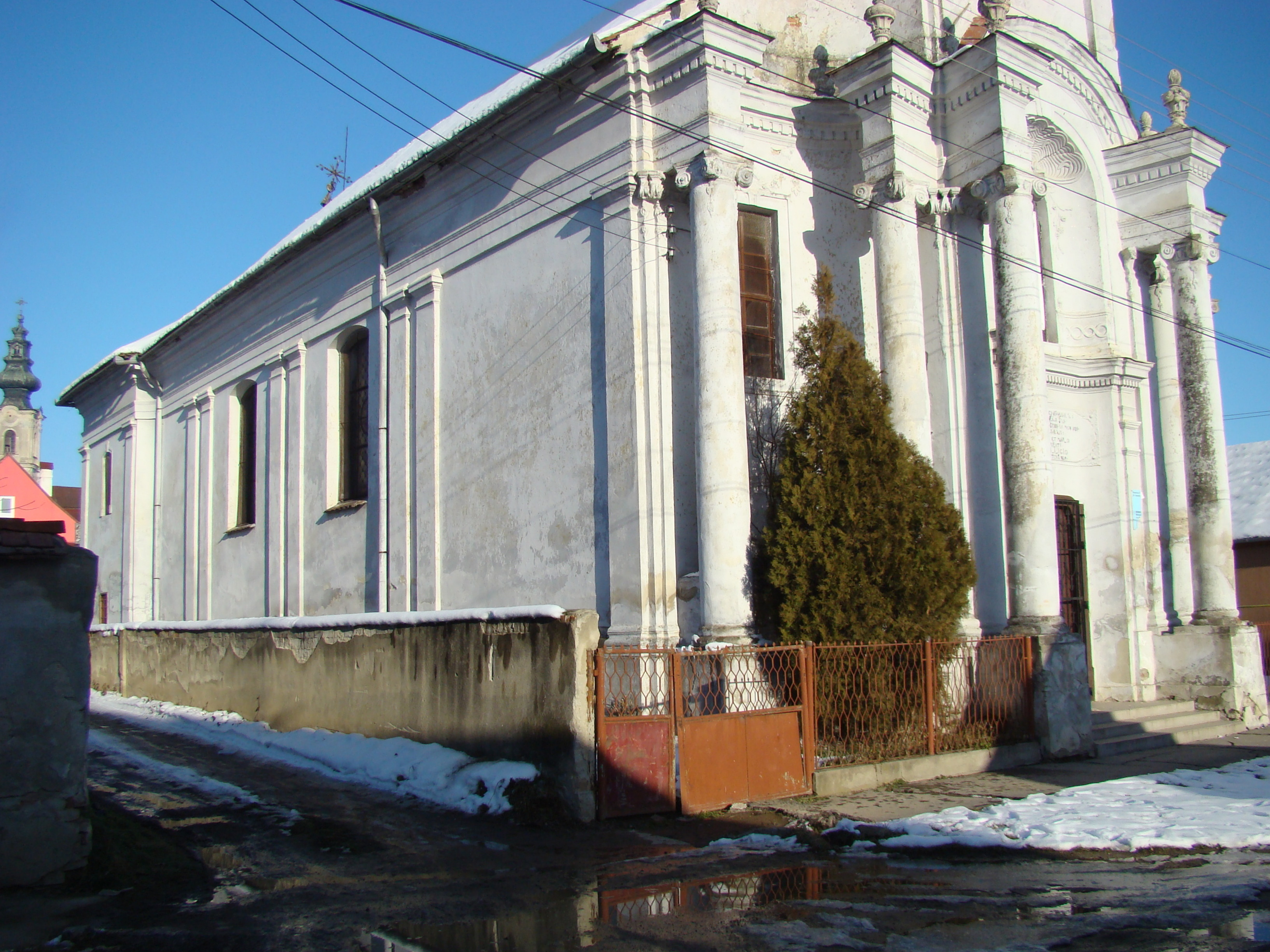
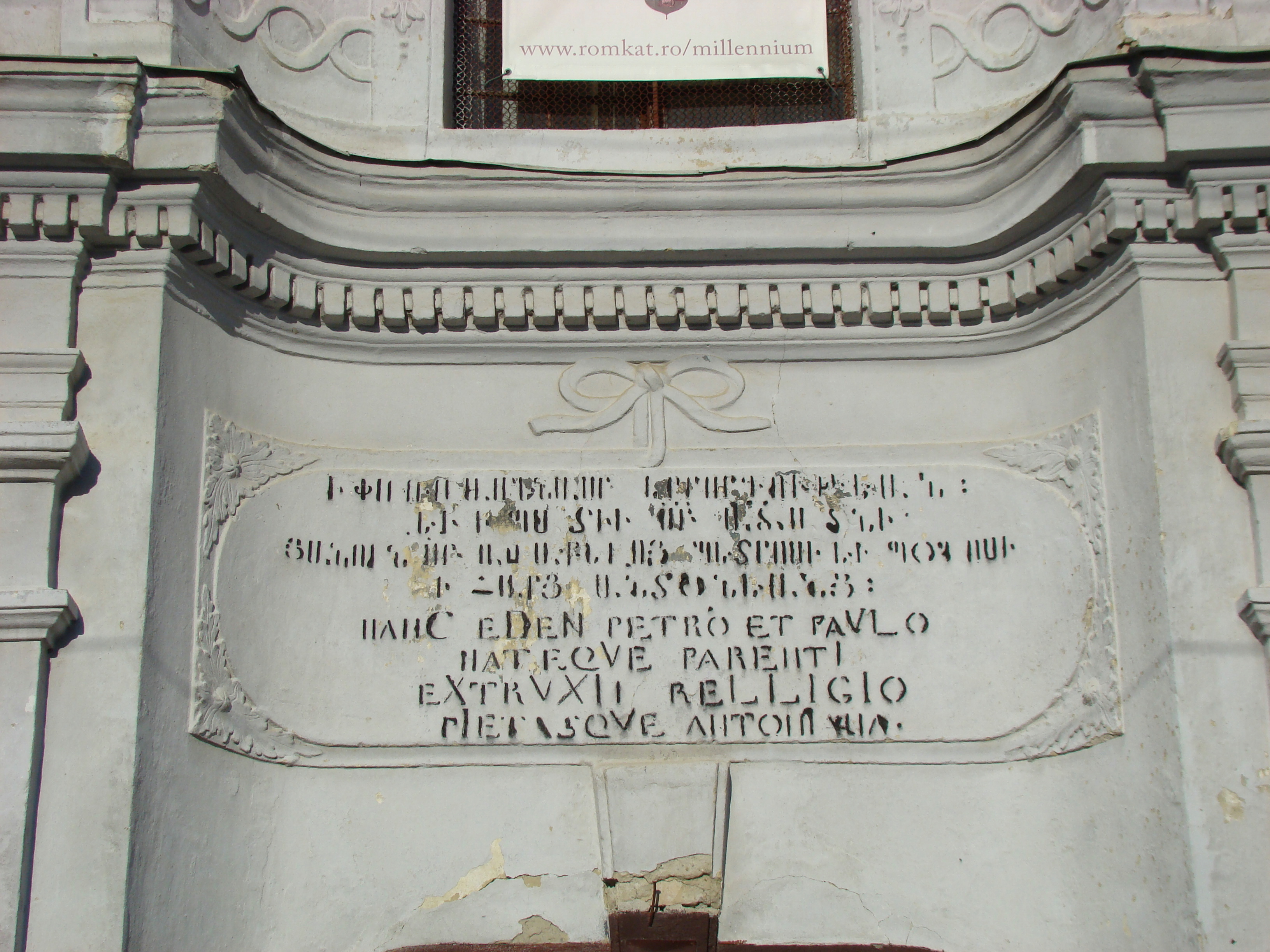
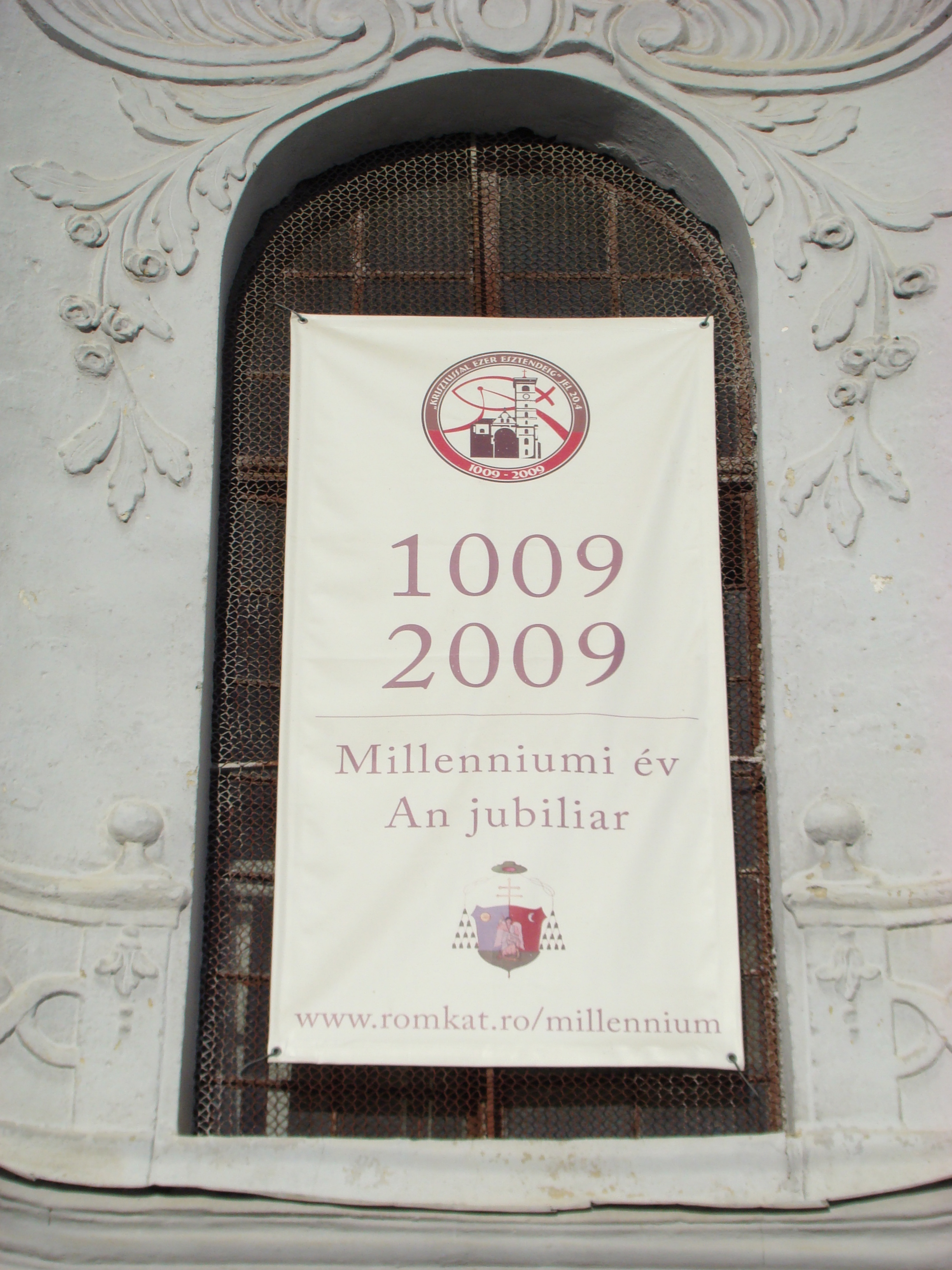
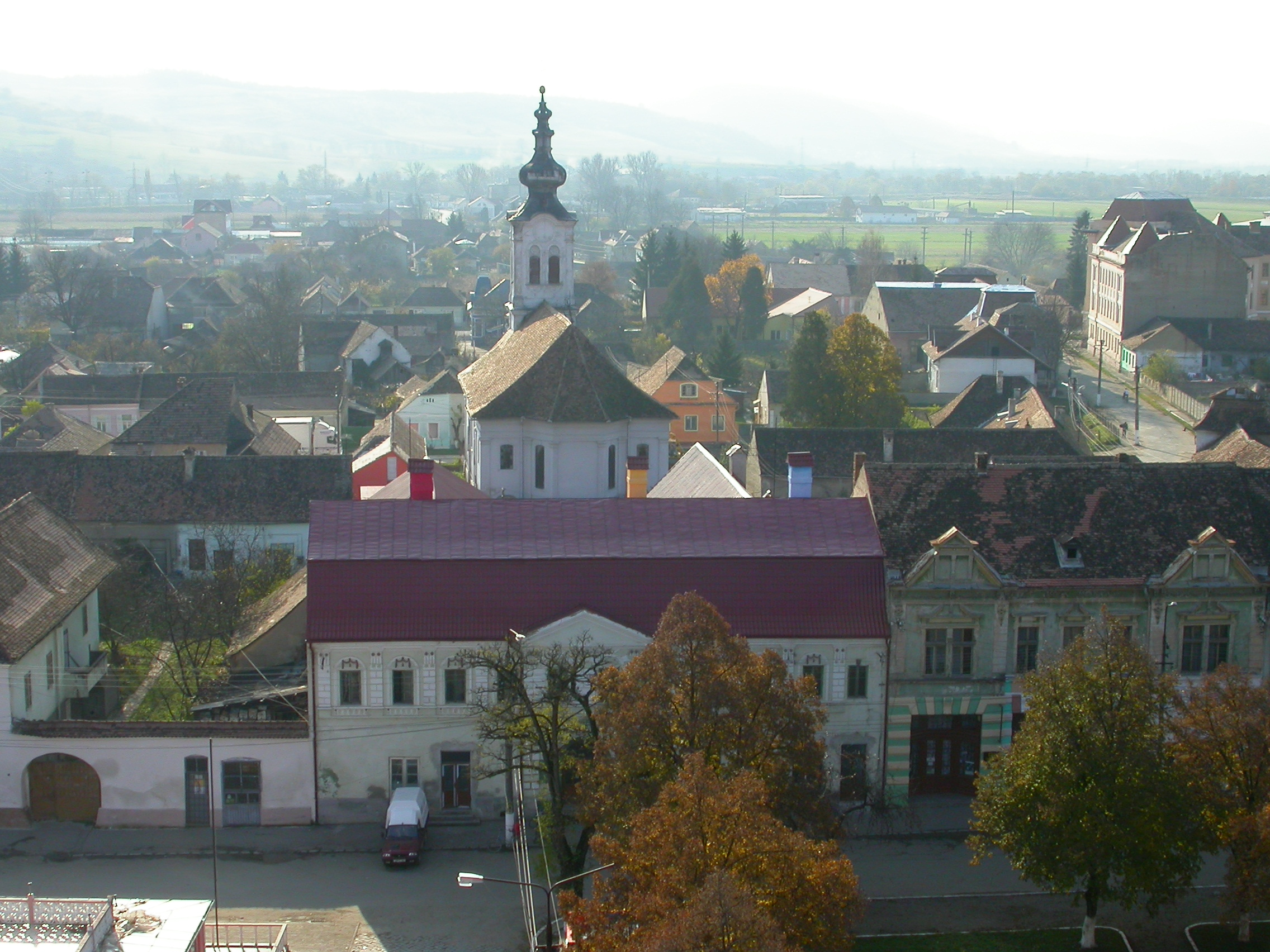
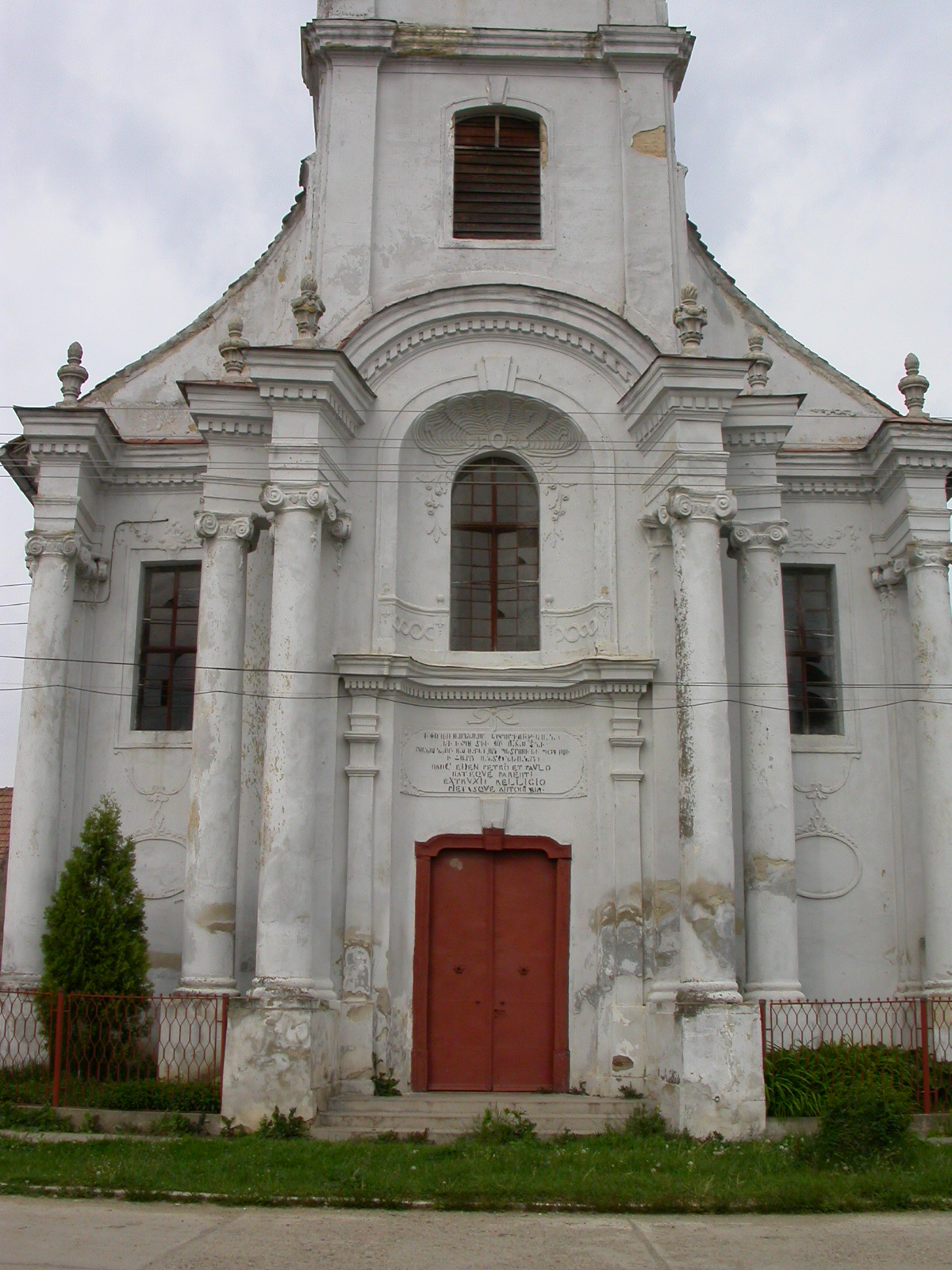
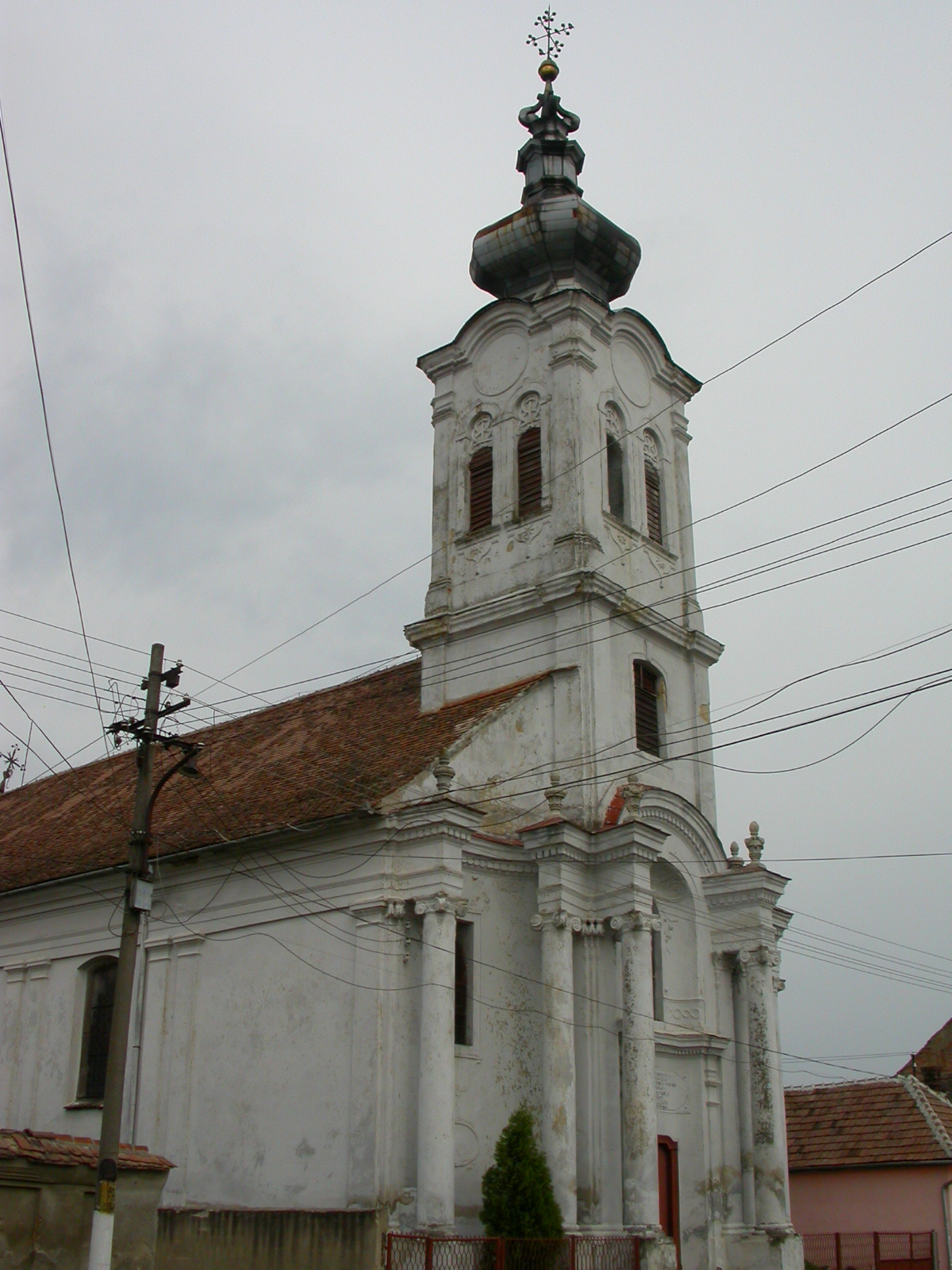
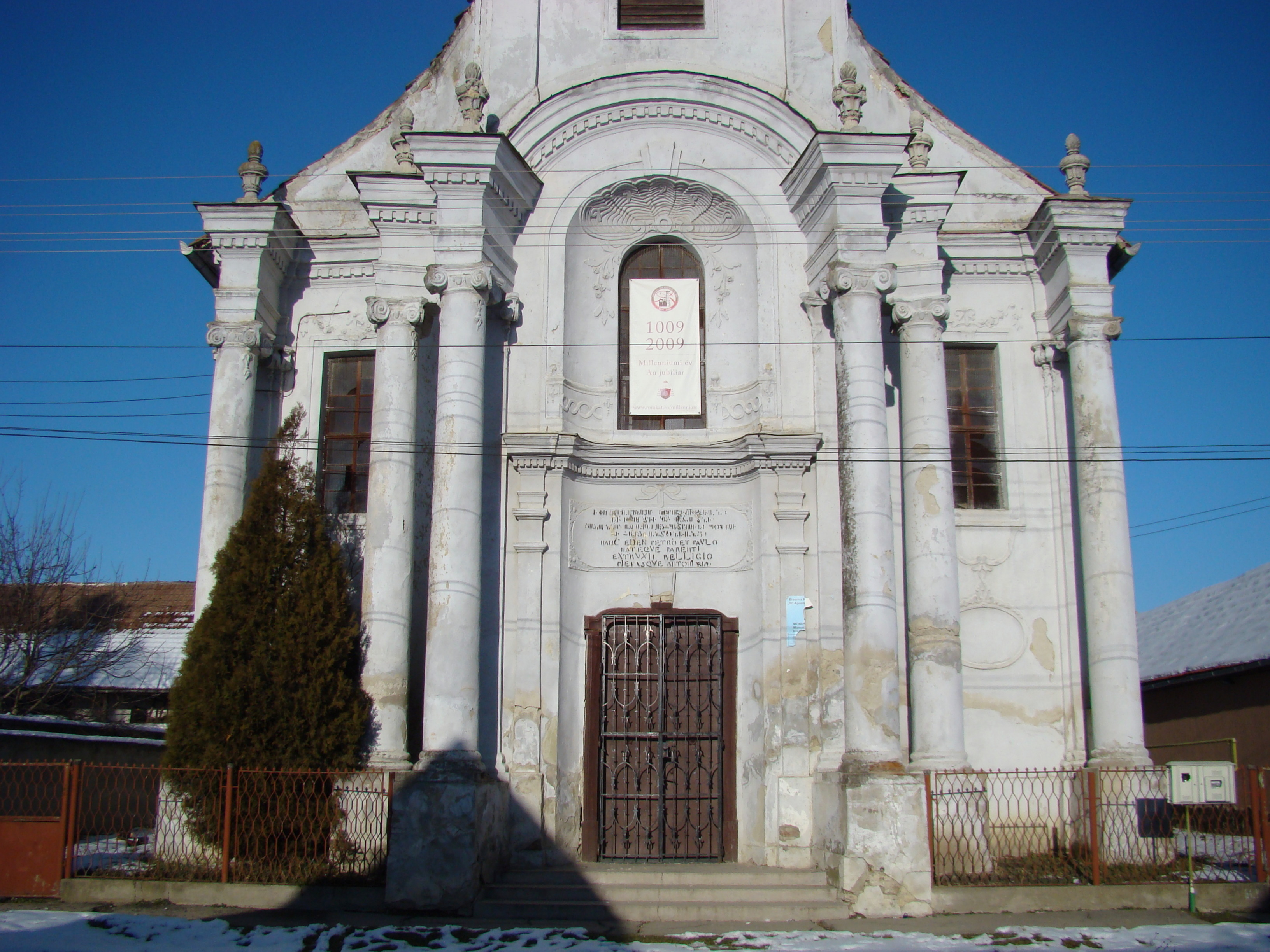